# Д.Е.М.И.
«Д.Е.М.И.» — муниципальный театр-студия в Обнинске, созданный в 1986 году. Получил название по части фамилии своего основателя — режиссёра Олега Демидова.

## История
Театр-студия «Д.Е.М.И.» был основан в Обнинске 12 декабря 1986 года режиссёром Олегом Демидовым. Первоначальное название «Василёк», посвящённое Анатолию Васильеву, было затем изменено Демидовым на «Д.Е.М.И.».
Студия выросла из школьного драматического кружка и получила муниципальный статус после того, как её спектакль увидел первый мэр Обнинска, искушённый театрал, Юрий Кириллов.
Мы были воспитаны на великих спектаклях Эфроса, Товстоногова, Ефремова, Васильева. Служить такому театру было за честь в любой форме. Мой коллектив первоначально назывался «Василёк» — я его посвятил Васильеву. В принадлежности к такому могучему явлению, как русский театр, заключался серьезный смысл. А за последние 20 лет театральная культура в стране упала ниже плинтуса. Какими были БДТ, Таганка, Ленком и какими они стали? Об антрепризных же спектаклях, которые привозят в Обнинск, вообще говорить нечего. Великого русского театра больше нет, а разве интересно служить тому, чего нет?
Спектакли «Д.Е.М.И» проходят в Центре развития творчества детей и юношества «Эврика» (проспект Ленина, 131). В 2011 году Демидов так рассказывал о своём театральном пространстве:
...Мечтаю о свете. Нужно менять освещение в театре, то есть софиты. Недавно город подарил нашему театру звук. И это многое изменило в постановках. Мечтаю снять кресла в зале и вместо них положить подушки. Таким образом, сцена станет выше. Пространство в зале «Эврики» всем очень нравится. Дель, режиссёр театра «Предел» назвал его одним из лучших помещений по объёму. Просто там всё уже старое, и с этим надо что-то делать. Когда мы вместо кресел положим подушки, то спектакль можно будет играть где угодно. В том числе и в зрительном зале.
Олег Демидов считает, что последователей у него нет, и «Д.Е.М.И.» прекратит существование вместе с ним.

## Репертуар
- «Пять вечеров» Александра Володина[4].
- «Апрельское колдовство» Рэя Бредбери[4].
- «Наташины мечты» Ярославы Пулинович. Премьера спектакля состоялась в 2010 году. В том же году театр-студия «Д.Е.М.И.» принял участие с этим спектаклем в VII международном театральном фестивале «Авангард и традиции» (Гатчина), и актриса Валерия Кашлаева получила на этом фестивале приз за лучшее исполнение женской роли[5].
- «А зори здесь тихие» Бориса Васильева[6][7].
- «Пеппи Длинныйчулок» Астрид Линдгрен[8].
- «Маленький принц» Антуана де Сент-Экзюпери. На 8-м Обнинском открытом театральном фестивале «МИГ» режиссёр спектакля Олег Демидов получил специальный приз жюри за концептуальное режиссёрское решение[3].

## Известные актёры
- Барков, Семён (р. 1991) — российский актёр[3].
- Богатырёв, Марк Константинович (р. 1984) — российский актёр. Окончил Школу-студию МХАТ (2005—2010, курс Игоря Золотовицкого). Актёр МХТ имени А. П. Чехова (с 2010)[3][9].
- Кашлаева, Валерия (р. 1989) — российская актриса. Осенью 2010 года, на момент награждения за лучшее исполнение женской роли на VII международном театральном фестивале «Авангард и традиции» (Гатчина), была студенткой обнинского института ФРИДАС[5]. Координатор совета Ассоциации выпускников ФРИДАС и Обнинского филиала Государственного университета управления[10].
- Лебедева, Софья Сергеевна (р. 1993) — российская актриса. Студентка Школы-студии МХАТ (с 2010, курс Игоря Золотовицкого)[3][9]. Одновременно с игрой в театре-студии «Д. Е.М. И.» играла, будучи ученицей обнинской Гимназии, в гимназическом театре-студии «Золушка»[11].
- Росткова, Мария Анатольевна (р. 1990) — российская актриса. Служит в Театре кукол имени С. В. Образцова[3].